# آلبرتو دوسنا
آلبرتو دوسنا (انگلیسی: Alberto Dossena؛ زادهٔ ۱۳ اکتبر ۱۹۹۸) بازیکن فوتبال اهل ایتالیا است.
از باشگاه‌هایی که در آن بازی کرده‌است می‌توان به باشگاه فوتبال پروجا و باشگاه فوتبال روبور سیه‌نا اشاره کرد.